# Opavai járás

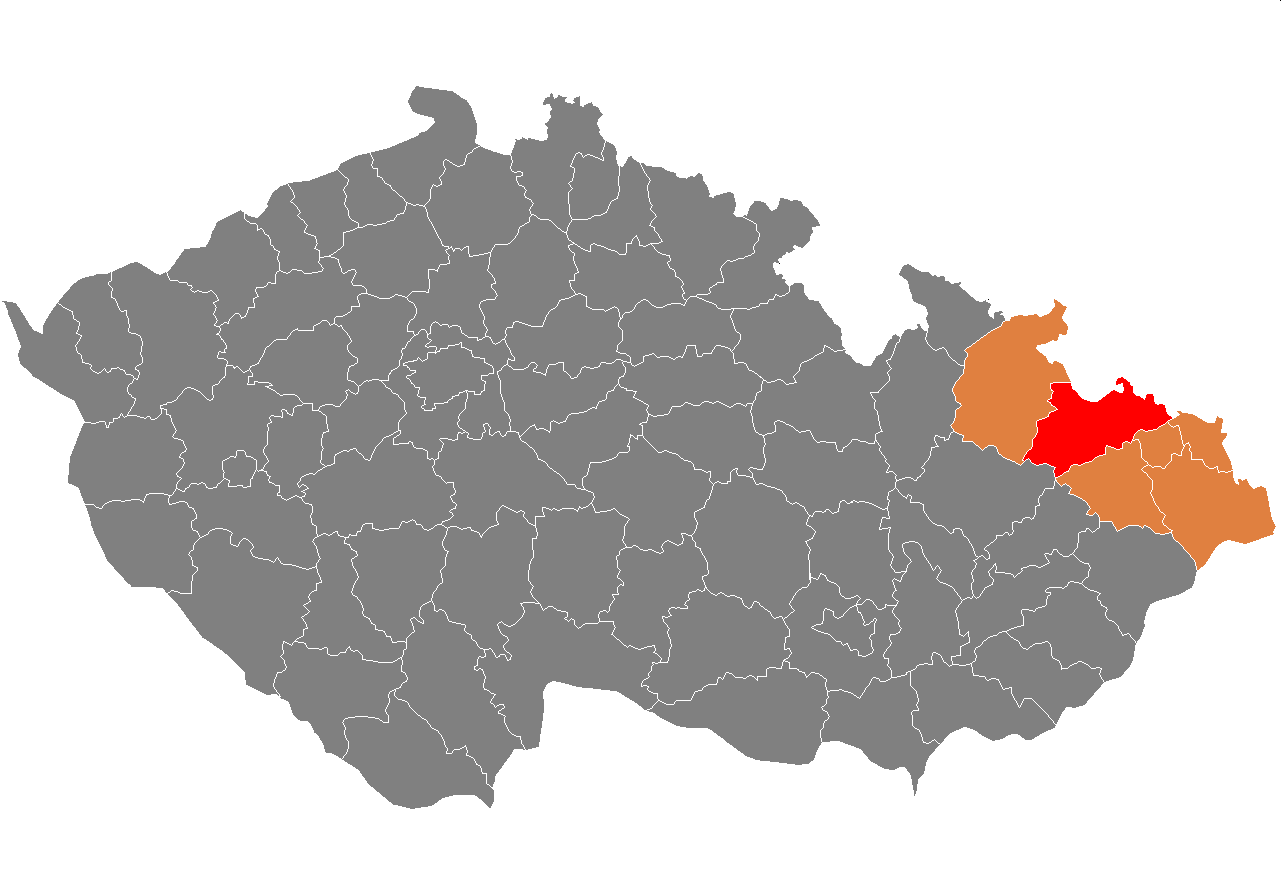
Az Opavai járás

Az Opavai járás (csehül: Okres Opava) közigazgatási egység Csehország Morva-sziléziai kerületében. Székhelye Opava. Lakosainak száma 179 152 fő (2009). Területe 1113,11 km².

## Városai, mezővárosai és községei
A városok félkövér, a mezővárosok dőlt, a községek álló betűkkel szerepelnek a felsorolásban.
Bělá •
Bohuslavice •
Bolatice •
Branka u Opavy •
Bratříkovice •
Březová •
Brumovice •
Budišov nad Budišovkou •
Budišovice •
Čermná ve Slezsku •
Chlebičov •
Chuchelná •
Chvalíkovice •
Darkovice •
Děhylov •
Dobroslavice •
Dolní Benešov •
Dolní Životice •
Háj ve Slezsku •
Hať •
Hlavnice •
Hlubočec •
Hlučín •
Hněvošice •
Holasovice •
Hrabyně •
Hradec nad Moravicí •
Jakartovice •
Jezdkovice •
Kobeřice •
Kozmice •
Kravaře •
Kružberk •
Kyjovice •
Lhotka u Litultovic •
Litultovice •
Ludgeřovice •
Markvartovice •
Melč •
Mikolajice •
Mladecko •
Mokré Lazce •
Moravice •
Neplachovice •
Nové Lublice •
Nové Sedlice •
Oldřišov •
Opava •
Otice •
Píšť •
Pustá Polom •
Radkov •
Raduň •
Rohov •
Šilheřovice •
Skřipov •
Slavkov •
Služovice •
Sosnová •
Štáblovice •
Staré Těchanovice •
Stěbořice •
Štěpánkovice •
Štítina •
Strahovice •
Sudice •
Svatoňovice •
Těškovice •
Třebom •
Uhlířov •
Velké Heraltice •
Velké Hoštice •
Větřkovice •
Vítkov •
Vřesina •
Vršovice •
Závada

## Fordítás
- Ez a szócikk részben vagy egészben  az   Opava District című angol Wikipédia-szócikk ezen változatának fordításán alapul.  Az eredeti cikk szerkesztőit annak laptörténete sorolja fel. Ez a jelzés csupán a megfogalmazás eredetét és a szerzői jogokat jelzi, nem szolgál a cikkben szereplő információk forrásmegjelöléseként.
- Ez a szócikk részben vagy egészben  az   Okres Opava című cseh Wikipédia-szócikk ezen változatának fordításán alapul.  Az eredeti cikk szerkesztőit annak laptörténete sorolja fel. Ez a jelzés csupán a megfogalmazás eredetét és a szerzői jogokat jelzi, nem szolgál a cikkben szereplő információk forrásmegjelöléseként.